# Colias montium
Colias montium é uma borboleta da família Pieridae. É encontrada no Leste Paleártico (Tibete e China).

## Subespécies
- C. m. montium
- C. m. viridis O. Bang-Haas, 1915
- C. m. longto Evans, 1924
- C. m. fasciata Kocman, 1999

## Taxonomia
Foi aceite como uma espécie por Josef Grieshuber & Gerardo Lamas.